# Ivan Bella
Ivan Bella (* 25. Mai 1964 in Dolná Lehota, Okres Brezno, Tschechoslowakei) ist ein Pilot und ehemaliger Kosmonaut. Er ist der erste und bisher einzige Slowake im Weltraum.

## Ausbildung
Ivan Bella wurde in der kleinen Gemeinde Dolná Lehota im Landkreis Brezno am Rande der Niederen Tatra geboren. Von 1979 bis 1983 studierte an der Offiziersschule in Banská Bystrica, danach besuchte er die Militärakademie in Košice, die er 1987 beendete. 1983 war er Pilot eines taktischen Geschwaders der 33. Luftwaffenbasis in Malacky.
Am 23. März 1998 wurde Bella als Kosmonaut ausgewählt. Von März bis August 1998 erhielt er seine Kosmonautengrundausbildung.

## Raumflüge
Ivan Bella flog mit dem russischen Kommandanten Wiktor Afanassjew und dem Franzosen Jean-Pierre Haigneré an Bord von Sojus TM-29 vom Kosmodrom Baikonur mit einer Sojus-Rakete zur Raumstation Mir. Dies war die erste Mission mit nur einem einzigen russischen Raumfahrer an Bord, da zwei der drei Sitze an andere Nationen (Frankreich und Slowakei) vermietet waren. Dies bedeutete, dass der an Bord der Mir befindliche Bordingenieur Sergei Awdejew einen doppelt so langen Aufenthalt absolvieren musste. Nach der Rückkehr von Ivan Bella mit dem Kommandanten der Stammbesatzung EO-26, Gennadi Padalka in Sojus TM-28 bestand die neue Mir-Besatzung EO-27 aus Wiktor Afanassjew, Sergei Awdejew und dem Franzosen Jean-Pierre Haigneré.
Bella ist zurzeit Militärattaché in Moskau. Der Pilot bekleidet den Rang eines Obersten der slowakischen Luftstreitkräfte.
Ivan Bella ist verheiratet und hat zwei Kinder.
2011 wurde er von Dmitri Medwedew anlässlich des 50. Jahrestages des Weltraumfluges von Juri Gagarin mit einer Medaille für Verdienste bei der Eroberung des Weltalls ausgezeichnet.